# Star Wars Outlaws
Star Wars Outlaws è un videogioco di avventura dinamica sviluppato da Massive Entertainment e pubblicato da Ubisoft. Ambientato nell'universo di Guerre stellari tra gli eventi dei film L'Impero colpisce ancora (1980) e Il ritorno dello Jedi (1983), la storia segue le vicende di Kay Vess, una giovane furfante che ha messo su una squadra per una grossa rapina in modo da pagare la criminalità organizzata. Il gioco è in una visuale in terza persona, nel quale il giocatore esplora un ambiente open world e affronta diverse sfide e attività.
Il team di sviluppo, supportato da Lucasfilm Games e altri dieci studi Ubisoft, ha tentato di fondere elementi canonici della saga con delle proprie idee inedite, concentrandosi sulla creazione di un gameplay cinematografico e senza interruzioni. Humberly González ha fornito il motion capture e la voce per Kay, mentre Dee Bradley Baker ha prestato la voce al compagno di viaggio della protagonista, Nix. Star Wars Outlaws è disponibile per PlayStation 5, Microsoft Windows e Xbox Series X/S dal 30 agosto 2024.

## Trama
Poco dopo la Battaglia di Hoth, il leader del sindacato criminale emergente Zerek Besh, Sliro Barsha, assassina i leader dei suoi sindacati rivali nel tentativo di consolidare il suo potere. Nel frattempo, Kay Vess cerca un modo per fuggire dal suo pianeta natale Canto Bith per iniziare una nuova vita nei Mondi del Nucleo. Nella sua disperazione, accetta un lavoro con una squadra guidata da Dennion che progetta di entrare nella cassaforte di Sliro e rubare la sua fortuna. Kay apre con successo la cassaforte, solo per essere sorpresa quando la squadra di Dennion si rivela essere parte dell'Alleanza Ribelle, e il loro vero obiettivo era liberare il loro capo squadra Asara Deyn, che era tenuto prigioniero da Sliro. Kay chiede il pagamento a Dennion ma viene colpita da un'esplosione stordente e costretta a fuggire da sola. Credendo che Kay sia responsabile dell'irruzione, Sliro mette un marchio della morte sulla sua testa. Kay ruba una nave chiamata Trailblazer ed effettua un salto di emergenza sul pianeta Toshara, ma è costretta a un atterraggio di fortuna a causa dei danni alla nave.
Su Toshara, incontra Waka, un meccanico disposto a riparare il Trailblazer, ma Kay deve fare lavori per i sindacati locali per guadagnare i soldi per pagare i pezzi di ricambio. Mentre Kay ripara il Trailblazer e svolge lavori per i sindacati locali, è presto costretta a scegliere quali sindacati ingraziarsi, aiutandoli o tradendoli in diverse occasioni. Alla fine, riesce a recuperare un computer di navigazione sostitutivo da un naufragio solo per essere tradita da Waka, che viene ucciso dalla cacciatrice di taglie Vail Tormin, che è alla ricerca del marchio della morte di Kay. Kay finisce per essere salvata dal fuorilegge Jaylen Vrax e dal suo droide esecutore ND-5. Jaylen chiede a Kay di partecipare di nuovo all'irruzione nel caveau di Sliro per rubare la sua fortuna e le ordina di radunare i membri dell'equipaggio necessari per portare a termine la rapina.
Kay e ND-5 procedono quindi a viaggiare per la galassia per reclutare membri dell'equipaggio. Libera il loro scassinatore, Ank Parako, dalle grinfie del Clan Ashiga su Kijimi. Su Tatooine, cerca il loro pesante, Hoss, ma loro e Vail si scontrano con Jabba the Hutt. Hoss viene ucciso mentre Kay e Vail sono costrette a lavorare insieme per scappare, con entrambe le donne che si guadagnano il rispetto reciproco. Su Akiva, cerca il fabbro di droidi Gedeek Obaz e lo aiuta a dirottare il progetto droide Viper dell'Impero per l'Alleanza Ribelle per assicurarsi la sua lealtà. Tuttavia, prima che possano reclutare un apricodici, ND-5 inizia a funzionare male a causa del guasto del suo nucleo di potenza. Kay e Gedeek entrano in una fabbrica separatista abbandonata solo per imbattersi nella cellula ribelle di Asara. ND-5 viene riparato e Asara decide di unirsi all'equipaggio. Jaylen decide anche di reclutare Riko Vess, esperta apricodici e madre separata di Kay, che l'ha abbandonata quando era bambina.
Nonostante la sua riluttanza a lavorare con Riko, Kay continua col piano rubando il codice master di Sliro, scoprendo che egli è in realtà un direttore dell'Ufficio di Sicurezza Imperiale e Zerek Besh è solo una facciata per l'organizzazione. Quindi guida la squadra nell'irruzione nel caveau di Sliro. Tuttavia, si rivela essere una trappola e quest'ultimo mette all'angolo Kay nel caveau e ordina a Vail di ucciderla. La cacciatrice invece si rivolta contro di lui, facendogli perdere i sensi e tenendo a bada le sue guardie in cambio di una parte del bottino. Kay e la sua squadra riescono a fuggire dal pianeta, ma lei scopre che ciò che hanno rubato non erano i soldi di Sliro, ma un codice contenente tutte le sue informazioni sull'Impero. Jaylen tradisce quindi sia Kay che Asara, rivelando che il suo scopo era quello di usurpare Sliro e prendere il controllo di Zerek Besh per sé. Quindi costringe ND-5 a stordire Kay e la blocca sulla Trailblazer, mentre fa prigioniero Asara.
Con l'aiuto di Riko, Ank e Gedeek salvano Kay, che scopre che la Trailblazer è ora sullo star destroyer Imperiale Revelator. Volendo salvare ND-5, Kay si infiltra in un incontro tra Sliro, Jaylen e Dart Fener. Fener accetta di lasciare che Jaylen prenda il controllo di Zerek Besh, e Jaylen rivela di essere in realtà il fratello maggiore di Sliro prima di ucciderlo per vendicarsi del tradimento e della caccia alla loro famiglia. Kay riesce a rimuovere il bullone di contenimento di ND-5 e questo uccide Jaylen per proteggere Kay. Kay, ND-5 e Asara combattono per allontanarsi dal Revelator col Codex. Con l'aiuto dei Ribelli di Asara e del Clan Ashiga con cui Kay ha i migliori rapporti, distruggono il Revelator e riescono a fuggire.
In seguito, Asara torna all'Alleanza Ribelle con dati critici dal codex, Ank e Gedeek decidono di lavorare insieme per rapinare il casinò, Vail viene pagata con una copia del codex e Kay e ND-5 partono per la loro prossima avventura. In una scena post-credits, una Kay travestita aiuta Riko a fuggire da una prigione imperiale.

## Modalità di gioco
Star Wars Outlaws è un gioco di azione-avventura in una prospettiva in terza persona. Il giocatore controlla la canaglia Kay Vess, viaggiando in un ambiente open-world su pianeti e nello spazio mentre si occupa di diverse missioni e attività. Il combattimento unisce il corpo a corpo con l'uso dei blaster, il quale ha diverse modalità di fuoco, compreso un impulso elettromagnetico. Kay può utilizzare diversi elementi ambientali a suo vantaggio, come ad esempio barili esplosivi. Kay può anche adottare una tattica furtiva per passare inosservata e per neutralizzare i nemici. Il suo arsenale comprende anche un rampino e un dispositivo per hackerare i sistemi informatici. Il suo compagno, una piccola creatura chiamata Nix, può scansionare l'ambiente, interagire con oggetti e attaccare e/o distrarre nemici.
Il giocatore attraversa le superfici dei pianeti con una speeder bike e viaggia tra i pianeti con una nave spaziale chiamata Trailblazer. Il giocatore può anche esplorare l'orbita di pianeti e lune, oltre a ingaggiare combattimenti spaziali utilizzando le armi della nave, inclusi cannoni laser e missili. Le basi spaziali forniscono centri per lo scambio e il rifornimento, così come altre missioni. Completando le attività, il giocatore può guadagnare crediti che possono essere spesi per acquistare customizzazioni e strumenti. Man mano che si progredisce nella storia sarà possibile migliorare le abilità di Kay e Nix, così come miglioramenti per i blaster, lo speeder e la Trailblazer.
Nel gioco, il giocatore incontra quattro sindacati criminali: il clan Ashiga, L'Alba Cremesi, il cartello degli Hutt e il sindacato Pyke. Completare le missioni per i sindacati influenza la reputazione di Kay con ognuno. Una reputazione alta coi sindacati assicura l'accesso a territori, missioni, contratti e sconti nei negozi. Al contrario, una bassa reputazione può portare i sindacati a inviare mercenari per catturare Kay. Le decisioni e le azioni del giocatore lungo tutto il gioco impattano direttamente la reputazione di Kay. Il gioco presenta un sistema di "ricercato" a sei livelli che determina l'intensità dell'inseguimento da parte delle forze imperiali. Il giocatore può evitare l'inseguimento nascondendosi, corrompendo o eliminando nemici. Inoltre il gioco contiene un sistema di dialogo con molteplici scelte che influenza la riuscita della missione.

## Sviluppo

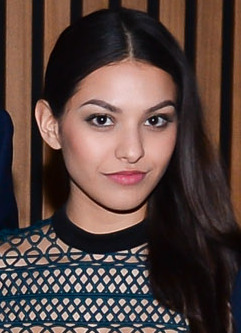
Humberly González, doppiatrice e interprete di Kay Vess

Durante l'E3 2018 David Polfeldt, l'allora CEO della Massive Entertainment, ha espresso interesse nel lavorare assieme alla Disney, in particolare in progetti riguardanti la saga di Guerre stellari. La Disney aveva già incluso l'azienda di Polfeldt nella sua lista di aziende con la quale collaborare. Nel 2020, lo studio aveva proposto alla Lucasfilm Games una idea, azienda sussidiaria della Lucasfilm, immaginando un mondo open-wolrd senza interruzioni. L'idea è stata ben accolta dalla Lucasfilm, portando allo sviluppo di Star Wars Outlaws. Questo è stato il primo progetto videoludico senza la partecipazione di Electronic Arts, che nel 2013 aveva ricevuto i diritti alla produzione di videogiochi a tema Guerre stellari.
Un team di circa 600 sviluppatori da 11 diversi studi Ubisoft, compresa Massive, ha partecipato allo sviluppo di Outlaws. Lo sviluppo è stato diretto dal creative director Julian Gerighty, già conosciuto per il suo lavoro in Tom Clancy's The Division ed il sequel del 2019, Tom Clancy's The Division 2 assieme al game director Mathias Karlson. Assieme a loro hanno inoltre collaborato il narrative designer Navid Khavari, conosciuto per il lavoro in Far Cry 5 e Far Cry 6, e la lead writer Nikki Foy, conosciuta per Watch Dogs: Legion e un DLC di Far Cry 6. Lucasfilm Games ha fornito personale aggiuntivo. Il team ha avuto come obbiettivo l'integrare gli elementi canonici di Guerre stellari con le proprie idee, e la loro ricerca ha compreso un certo range di media di Guerre stellari, comprendendo serie animate e libri.

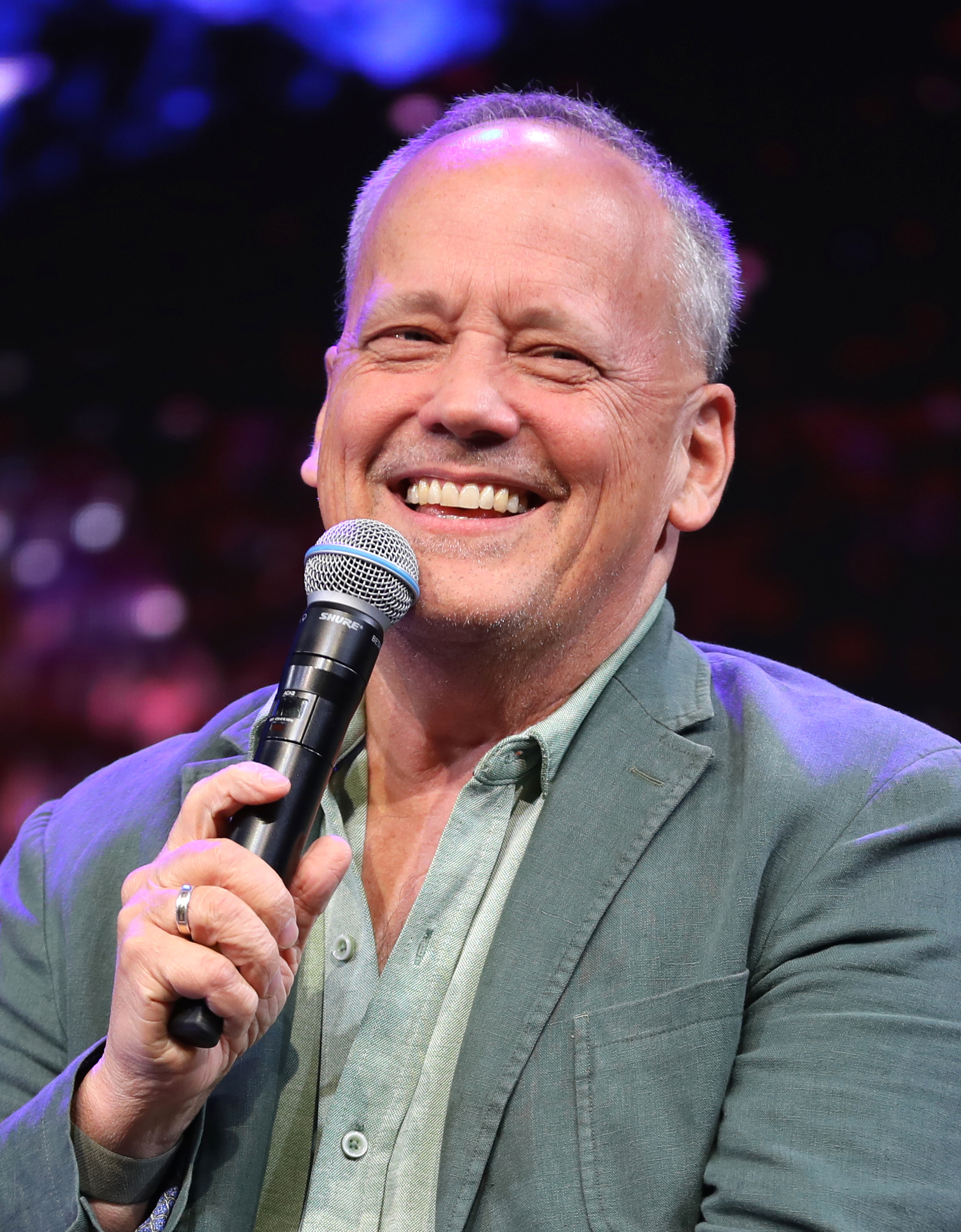
Dee Bradley Baker, doppiatore di Nix

Lucasfilm propose il periodo di ambientazione del videogioco tra L'Impero colpisce ancora e Il ritorno dello Jedi. Questo periodo è stato considerato "un ottimo punto di partenza", dato che avrebbe permesso alla storia di allontanarsi dalle vicende dell'Alleanza Ribelle e concentrarsi sul sottomondo criminale, un ambiente poco esplorato nel franchise. Nelle prima fasi dello sviluppo, Massive ha stilato una lista di pianeti da inserire nel gioco, includendo sistemi già visti come Kijimi e nuovi come Toshara. Il team ha deciso di inserire anche Tatooine, prendendo spunto dalla guida della Dorling Kindersley per riprodurre città e ambienti.
Lo studio ha mirato a presentare la protagonista, Kay Vess, come una "sfavorita ma piena di risorse", ma nello stesso tempo hanno voluto rendendola più famigliare al pubblico sottolineando la sua inesperienza. Gerighty ha affermato che la storia di Kay è un percorso di crescita che l'ha trasformata dall'essere "una laduncrola di strada ad una canaglia esperta e temuta dai sindacati criminali". Il film del 1985 di Martin Scorsese Fuori orario è servito come una delle fonti di ispirazione per la creazione della storia del gioco. Il suo aspetto, inclusi l'abbigliamento e gli attributi fisici come il naso rotto e le cicatrici, sono pensati per riflettere e convertire visivamente le sue esperienze.
Massive e Lucasfilm hanno aggiunto una nuova specie al franchise col compagno di Kay, Nix, ovvero il merqaal. Gli sviluppatori hanno voluto creare Kay e Nix come un unico protagonista, enfatizzando la loro sinergia. Humberly González ha fornito il motion capture per Kay, mentre Dee Bradley Baker ha prestato la voce a Nix. González aveva già lavorato con Ubisoft in Far Cry 6, mentre Baker è conosciuto per i suoi numerosi ruoli nel franchise di Guerre stellari, incluse serie come Clone Wars e Bad Batch. Gerighty ha dichiarato che González è stata scelta per la sua abilità nell'interpretare la natura multiforme di Kay.
Il team ha mirato a creare un gameplay cinematico e senza interruzioni, utilizzando visuali e risoluzioni ultrawide prendendo ispirazione dal film Rogue One. Gli sviluppatori si sono concentrati sulla creazione di un open-world che si espandesse gradualmente, prendendo spunto dal videogioco Ghost of Tsushima. Il sistema di combattimento è stato pensato con molteplici approcci tattici, evitando un puro "riparati e mira alla testa"; infatti la protagonista è stata pensata come una canaglia furba e intelligente più che un soldato. Per migliorare l'utilità di Nix come compagno, gli sviluppatori hanno preso ispirazione da lemuri e scimmie, garantendo l'abilità di manipolare oggetti e di interagire con l'ambiente; sull'aspetto fisico hanno incorporato delle caratteristiche da rettile, per evidenziale il suo "lato duro". Per la creazione dello speeder è stata presa ispirazione dalle motocross. Per creare il combattimento nello spazio, Massive ha collaborato con altri studi Ubisoft esperti di combattimento arcade e simulatori di volo; il loro intento era infatti progettare una nave spaziale con controlli intuitivi e al contempo rendere i combattimenti più intensi.
Outlaws è stato sviluppato tramite il motore grafico Snowdrop, che è stato migliorato per supportare i tre pilastri principali del design del gioco: città e paesi dinamici e densamente popolati, paesaggi estesi con diverse attività ed esplorazione dello spazio. Una grande scelta del team di sviluppo è stata quella di creare manualmente ogni ambiente e paesaggio, evitando l'uso della generazione procedurale. Il design visivo e la nave di Kay sono state create su modello dei giochi degli anni '70.:84 La speederbike è stata modellata su modello di una moto da cross svedese, con uno stile semplice e futuristico.
Nello sviluppo delle impostazioni di accessibilità, il team ha collaborato con giocatori con disabilità, con consulenti e ha condotto ricerche sugli utenti. Hanno inoltre collaborato molto con Descriptive Video Works per implementare la audio description nelle cutscenes, rendendo Outlaws il primo gioco Ubisoft a presentare questo aspetto. Il gioco presenta 60 diverse impostazioni di accessibilità, inclusi segnali audio, ausili visivi e controlli customizzabili.

## Promozione e pubblicazione
Dopo un primo annuncio a gennaio 2021, il titolo del gioco è stato rivelato durante l'Xbox Games Showcase a giugno 2023. Ad aprile 2024 sono state annunciate due edizioni aggiuntive; entrambe le edizioni contengono un pass stagionale contenente una missione bonus, cosmetici, espansioni della storia ed altro. I preordini delle due edizioni sono state pubblicate simultaneamente, ad un prezzo di 109 e 130 euro, con varie customizzazioni per i veicoli e un accesso anticipato di alcuni giorni prima dell'uscita ufficiale. Il prezzo e il contenuto di queste edizioni hanno sollevato questioni e polemiche tra i membri della comunità dei gamers. Lo stesso mese, Ubisoft ha annunciato una partnership con Intel per includere con l'acquisto di alcuni processori Raptor lake anche una copia di Star Wars Outlaws. A giugno 2024, ai giornalisti è stata data una dimostrazione pratica al Summer Game Fest. Lo sviluppo è stato concluso a luglio 2024 ed è entrato nella fase gold. Il gioco è disponibile per PlayStation 5, Microsoft Windows e Xbox Series X/S dal 30 agosto 2024. Star Wars Outlaws è stato pubblicato su Steam insieme all'espansione Wild Card il 21 novembre 2024. Il secondo DLC, A Pirate's Fortune, è disponibile dal 15 maggio 2025. Una versione per Nintendo Switch 2 sarà distribuita il 4 settembre 2025.

## Accoglienza
| Testata                                | Versione          | Giudizio |
| -------------------------------------- | ----------------- | -------- |
| Metacritic (media al 5 settembre 2024) | PC                | 77/100   |
| Metacritic (media al 5 settembre 2024) | PS5               | 76/100   |
| Metacritic (media al 5 settembre 2024) | XSX               | 75/100   |
| OpenCritic (media al 5 settembre 2024) | -                 | 67%      |
| Eurogamer (26 agosto 2024)             | PS5               | [ 61 ]   |
| GamesRadar+ (26 agosto 2024)           | Xbox Series X     | [ 62 ]   |
| Hardcore Gamer (26 agosto 2024)        | Tutte             | 2.5/5    |
| GameRevolution (26 agosto 2024)        | PC                | 8/10     |
| IGN (26 agosto 2024)                   | Tutte             | 7/10     |
| NME (27 agosto 2024)                   | PS5               | [ 66 ]   |
| PC Gamer (26 agosto 2024)              | PC                | 73/100   |
| The Guardian (26 agosto 2024)          | Tutte             | [ 68 ]   |
| Video Games Chronicle (26 agosto 2024) | PS5               | [ 69 ]   |
| VG247 (26 agosto 2024)                 | Tutte             | [ 70 ]   |
| Shacknews (26 agosto 2024)             | PC                | 8/10     |
| GameSpot (27 agosto 2024)              | Xbox series S e X | 6/10     |
| Push Square (29 agosto 2024)           | PS5               | 6/10     |
| PCGamesN (28 agosto 2024)              | PC                | 5/10     |

### Critica
Secondo il sito web aggregatore di recensioni Metacritic, Star Wars Outlaws ha ricevuto recensioni "generalmente favorevoli" dalla critica, mentre su OpenCritic ha ricevuto una percentuale del 69% basato su 102 recensioni.
Tristan Ogilvie, scrivendo per IGN, ha assegnato un punteggio di 7 su un massimo di 10, criticando la mancanza di idee originali e i numerosi problemi tecnici. Ha apprezzano il sistema dei sindacati criminali e il compagno di Kay, Nix, ma ha trovato ripetitivo il sistema "stealth". Ha paragonato il gioco al Millennium Falcon, descrivendolo come un "secchio di bulloni tenuti insieme da parti riproposte e pronte a rompersi, ma nella migliore delle ipotesi è più che capace di soddisfare le richieste dei fan di Star Wars".

### Vendite
A causa di recensioni piuttosto basse su Metacritic e una vendita stimata del 15% in meno rispetto ad Assassin's Creed Mirage nonostante il budget superiore del 30%, J.P. Morgan ha ridotto le previsioni di vendita di due milioni di copie, prevedendo 5.5 milioni di vendite entro marzo 2025, facendo sì che il prezzo delle azioni Ubisoft abbia raggiunto il minimo degli ultimi dieci anni.
Nel settembre 2024 Ubisoft ha reso noto che Star Wars Outlaws non è riuscito a soddisfare le aspettative di vendita. Come conseguenza del fallimento di Outlaws, Ubisoft ha deciso di rimandare l'uscita di Assassin's Creed Shadows e annunciando che il gioco sarà disponibile su Steam dal giorno uno, diversamente da come fatto con Outlaws, la cui versione su Steam è stata messa a disposizione dopo il rilascio ufficiale.

## Riconoscimenti
- 2023 – The Game Awards[79]
  - Candidatura al videogioco più atteso
- 2023 – Golden Joystick Awards[80]
  - Candidatura al videogioco più atteso
- 2024 – Golden Joystick Awards[81]
  - Candidatura alla miglior attrice protagonista a Humberly González
  - Candidatura al miglior montaggio sonoro
- 2024 – The Game Awards[82]
  - Candidatura alla miglior interpretazione a Humberly González
  - Candidatura al miglior gioco nell'innnovazione nell'accessibilità
  - Candidatura al miglior videogioco d'avventura dinamica
- 2025 – Grammy Award[83]
  - Candidatura alla miglior colonna sonora per videogiochi e altri media interattivi
- 2025 – D.I.C.E. Awards[84]
  - Candidatura alla miglior composizione musicale originale
- 2025 – British Academy Video Games Awards[85]
  - Candidatura alla miglior colonna sonora
  - Candidatura al miglior sonoro
  - Candidatura alla miglior interpretazione da protagonista a Humberly González (Kay Vess)